# Język ankave
Język ankave, także angave – język z rodziny transnowogwinejskiej, używany w prowincji Gulf w Papui-Nowej Gwinei, w dystrykcie Kerema, w pobliżu rzek dolin Mbwei i Swanson.
Według danych z 1987 roku posługuje się nim 1600 osób. Dzieli się na kilka dialektów: ankai, bu’u, miyatnu, sawuve, wiyagwa, wunavai.
Jest zapisywany alfabetem łacińskim.